# Crucea de pe Cetățuie din Cluj-Napoca

Monumentul Eroilor Neamului din Cluj-Napoca

Crucea de pe Cetățuie, proiectată de către arh. Virgil Salvanu, a fost înălțată în perioada 2000-2002 pe colina Cetățuia din Cluj-Napoca și are o înălțime de aproape 23 m, iar greutatea monumentului este de 60 tone.

## Descriere
Crucea de pe Cetățuie, numită și Monumentul Eroii Neamului, este dedicată memoriei martirilor Revoluției de la 1848-1849. Monumentul Eroilor Neamului de pe Cetățuie a fost dezvelit și sfințit la 1 decembrie 1997 de către I.P.S. Bartolomeu Anania și I.P.S. George Guțiu.
Crucea a fost ridicată în locul celei din lemn de stejar care a fost ridicată între 1936-1937 prin grija episcopului greco-catolic Iuliu Hossu și a ministrului Valer Pop și care a fost dinamitată în 1948 din dispoziția comuniștilor. Crucea originară fusese înălțată în memoria celor întemnițați în această temută fortăreață.